# Melicoccus antioquensis
Melicoccus antioquensis är en kinesträdsväxtart som beskrevs av Acev.-rodr.. Melicoccus antioquensis ingår i släktet Melicoccus och familjen kinesträdsväxter. Inga underarter finns listade i Catalogue of Life.